# Artur Jusupow
Artur Majakowicz Jusupow, ros. Артур Маякович Юсупов (ur. 13 lutego 1960 w Moskwie) – rosyjski arcymistrz i trener szachowy (FIDE Senior Trainer od 2005), czołowy szachista świata w drugiej połowie lat 80., reprezentant Niemiec od 1992 roku.

## Kariera szachowa

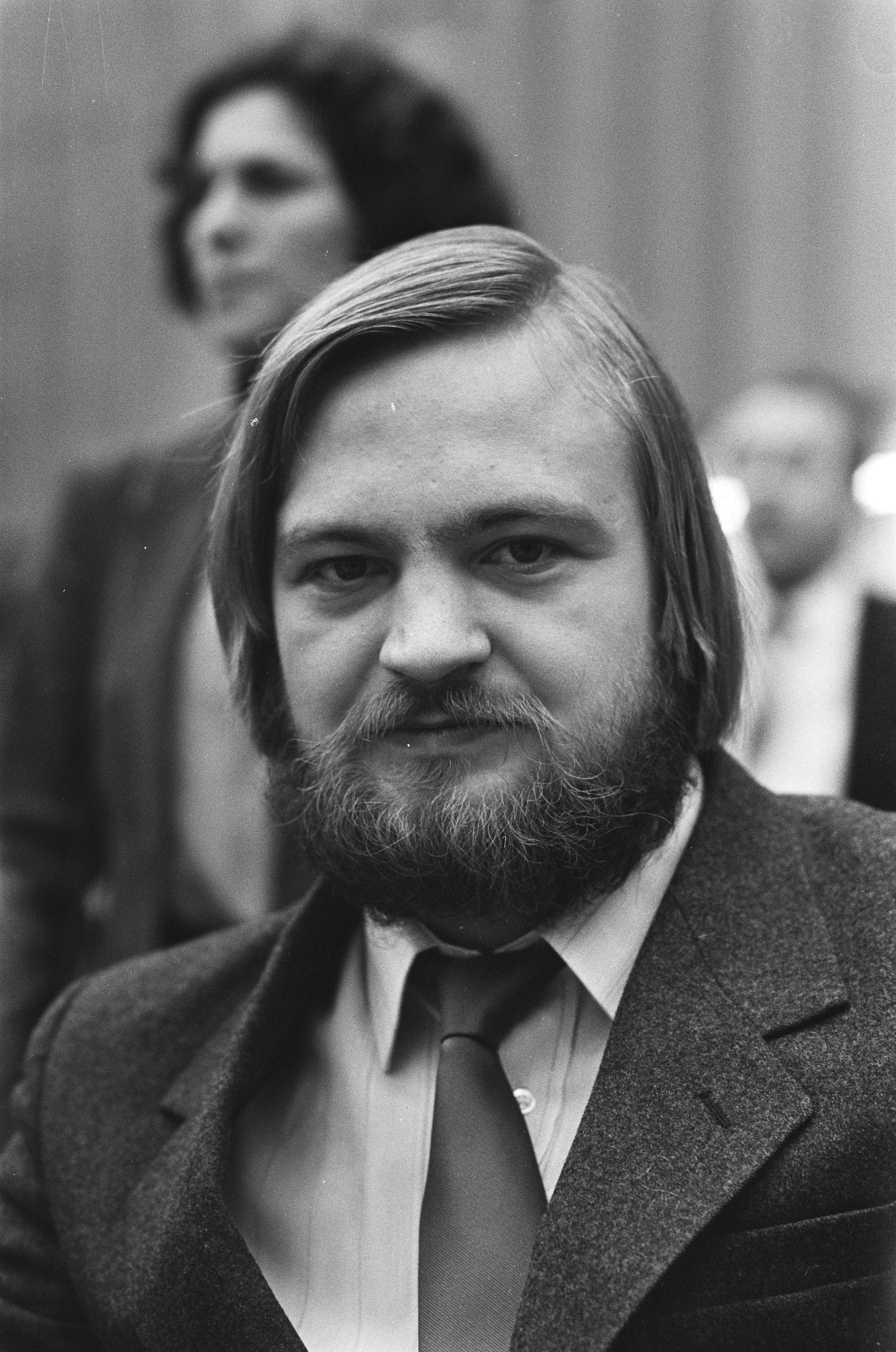
Artur Jusupow, Tilburg 1986

Był wychowankiem sławnej szkoły szachowej Michaiła Botwinnika. W 1977 roku zdobył tytuł mistrza świata juniorów. Od 1982 roku uczestniczył w rozgrywkach o mistrzostwo świata, trzykrotnie awansując do półfinałowych meczów pretendentów. W swoim pierwszym turnieju międzystrefowym w 1982 roku zajął V miejsce za Lajosem Portischem, Eugenio Torrem i Borysem Spasskim. W następnym cyklu rozgrywek w 1985 roku zajął I miejsce w turnieju międzystrefowym w Tunisie i w turnieju pretendentów w Montpellier. Rok później w Mińsku pokonał Jana Timmana 6 – 3 w meczu ćwierćfinałowym, lecz w półfinale przegrał z Andriejem Sokołowem 6½ – 7½. W 1988 roku zajął w Moskwie III miejsce za Garrim Kasparowem i Anatolijem Karpowem w jubileuszowych, 50. mistrzostwach Związku Radzieckiego.
W 1989 roku ponownie awansował do półfinałowego meczu pretendentów, w którym przegrał z Karpowem 3½ – 4½. W 1991 roku rozegrał bardzo wyrównany mecz ćwierćfinałowy z Wasilijem Iwanczukiem, którego pokonał po dogrywce 5½ – 4½. W rozegranym w następnym roku meczu półfinałowym przegrał z Timmanem 4 – 6.
W latach 1986–1992 należał do ścisłej czołówki światowej, trzykrotnie zajmował miejsce w pierwszej dziesiątce listy rankingowej FIDE. W 1992 roku wyemigrował do Niemiec i przyjął obywatelstwo tego kraju. Wkrótce znacznie ograniczył swoją aktywność turniejową. Przegrany mecz ćwierćfinałowy w 1994 roku z Viswanathanem Anandem 2½ – 4½ był jego ostatnim występem w cyklach turniejów o mistrzostwo świata.
Reprezentował Związek Radziecki na pięciu kolejnych olimpiadach szachowych od 1982 do 1990 roku, zdobywając wraz z drużyną pięć złotych medali. Do roku 2006 na olimpiadach wystąpił jeszcze pięciokrotnie (w barwach Niemiec), w roku 2000 zdobywając wraz z drużyną srebrny medal. Był również trzykrotnym medalistą drużynowych mistrzostw świata oraz pięciokrotnym – drużynowych mistrzostw Europy.
Najwyższy ranking w karierze osiągnął 1 lipca 1995 r., z wynikiem 2680 punktów zajmował wówczas 10. miejsce na światowej liście FIDE, natomiast najwyższe miejsce na świecie (trzecie, z wynikiem 2660 pkt, za Garrim Kasparowem i Anatolijem Karpowem) zajmował na liście w dniu 1 lipca 1987 roku.
Wraz z trenerem szachowym Markiem Dworeckim Jusupow jest autorem serii wysoko cenionych podręczników szachowych pod wspólnym tytułem „Szkoła przyszłych mistrzów”.